# Mąchocice (gromada)
Mąchocice (alt. Mąchocice Kapitulne) – dawna gromada, czyli najmniejsza jednostka podziału terytorialnego Polskiej Rzeczypospolitej Ludowej w latach 1954–1972.
Gromady, z gromadzkimi radami narodowymi (GRN) jako organami władzy najniższego stopnia na wsi, funkcjonowały od reformy reorganizującej administrację wiejską przeprowadzonej jesienią 1954 do momentu ich zniesienia z dniem 1 stycznia 1973, tym samym wypierając organizację gminną w latach 1954–1972.
Gromadę Mąchocice z siedzibą GRN w Mąchocicach (Kapitulnych) utworzono – jako jedną z 8759 gromad na obszarze Polski – w powiecie kieleckim w woj. kieleckim, na mocy uchwały nr 13c/54 WRN w Kielcach z dnia 29 września 1954. W skład jednostki weszły obszary dotychczasowych gromad Podmąchocice i Bęczków (bez parcelacji Bęczków) ze zniesionej gminy Górno oraz obszar dotychczasowej gromady Mąchocice Kapitulne (bez miejscowości Mąchocice Zagórne) i parcelacja Mąchocice z dotychczasowej gromady Mąchocice Scholasteria ze zniesionej gminy Dąbrowa w tymże powiecie. Dla gromady ustalono 21 członków gromadzkiej rady narodowej.
31 grudnia 1961 do gromady Mąchocice przyłączono wsie Ciekoty, Mąchocice Scholasteria, Mąchocice Piszczelnia i Mąchocice Zagórne ze zniesionej gromady Brzezinki.
Gromada przetrwała do końca 1972 roku, czyli do kolejnej reformy gminnej.